# 化学符号
化学符号（chemical symbols）是化学中为了表示化学元素、官能团、化合物而使用的缩写；其中，化学元素的元素符号（element symbols），则通常由一个或两个拉丁字母组成，且首字母大写。但一些人造元素的IUPAC临时符号，则使用三个字母。
元素符号（元素的化学符号）在元素週期表中使用，亦用来书写化学式。例如下列把氢及氧化合为水的反应的化学方程式：
{\displaystyle {\ce {2H2 + O2 -> 2H2O}}}
多数元素的符号缩写都是来自它的英语名称，但亦有部分缩写是来自它的拉丁语或德语名称。如钠（{\displaystyle {\ce {Na}}}）来自拉丁语natrium、钨（{\displaystyle {\ce {W}}}）来自德语wolfram。
除此之外，氢的同位素氘（{\displaystyle {\ce {^2H}}}）会以{\displaystyle {\ce {D}}}来表示，氚（{\displaystyle {\ce {^3H}}}）会以{\displaystyle {\ce {T}}}来表示。
{\displaystyle {\ce {R}}}在有机化学中用来表示烃链。
{\displaystyle {\ce {X}}}在有机化学中用来表示任意卤素。
要查找全部化学元素的符号，可参见：
- 元素列表
- 元素周期表